# Antiochos IX
Pour les articles homonymes, voir Antiochos.
Antiochos IX Philopator (« Qui aime son père »), surnommé « Le Cyzicène », est un roi séleucide qui règne sur la Cœlé-Syrie de 114 à 96 puis sur l'ensemble du royaume de Syrie de 96 à 95 av. J.-C. Il s'oppose à son frère Antiochos VIII avant d'être vaincu par son neveu Séleucos VI.

## Biographie
Il est le fils de Cléopâtre Théa et d'Antiochos VII. Sa date de naissance est inconnue, située entre 138 et 129 av. J.-C. Après la mort de son père, vaincu et tué par les Parthes, il est envoyé par sa mère dans la ville de Cyzique, sous la garde d'un eunuque, d'où son surnom de « Cyzicène ». 
Vers 121, Cléopâtre Théa est empoisonnée par son fils Antiochos VIII. Vers 114, Antiochos IX, âgé d'une vingtaine d'années, prend les armes contre son frère utérin. Il épouse Cléopâtre IV, ex-reine d'Égypte, qui met à sa disposition sa fortune et son armée. Il chasse d'Antioche Antiochos VIII vers 113 qui parvient néanmoins à s'y rétablir. Cléopâtre IV est capturée et exécutée en 112 à la demande de Cléopâtre Tryphaena, sa propre sœur et épouse d'Antiochos VIII. Elle est probablement la mère du futur Antiochos X. En 111, Antiochos IX capture Cléopâtre Tryphaena et la fait périr.
La guerre entre Antiochos VIII et Antiochos IX dure quinze ans : Antiochos VIII règne à Antioche et Damas, tandis qu'Antiochos IX occupe la Cœlé-Syrie. À la mort de son frère (v. 96), Antiochos IX épouse sa veuve Cléopâtre V Séléné. Il gouverne enfin l'ensemble du royaume de Syrie, mais entre immédiatement en lutte contre l'aîné de ses neveux, Séleucos VI, qui le vainc et le tue.
Certains traits de caractère d'Antiochos IX ont étonné ses contemporains : il aime ainsi jouer à manipuler des marionnettes géantes ou chasser des bêtes fauves en pleine nuit[réf. nécessaire].